# Lijst van voetbalinterlands Ierland - Montenegro
Deze lijst van voetbalinterlands is een overzicht van alle officiële voetbalwedstrijden tussen de nationale teams van Ierland en Montenegro. De landen speelden tot op heden twee keer tegen elkaar. De eerste ontmoeting, een kwalificatiewedstrijd voor het Wereldkampioenschap voetbal 2010, werd gespeeld in Podgorica op 10 september 2008. Het laatste duel, de returnwedstrijd in dezelfde kwalificatiereeks, vond plaats op 14 oktober 2009 in Dublin.

## Wedstrijden
| № | Plaats    | Datum             | Competitie           | Wedstrijd            | Uitslag |
| - | --------- | ----------------- | -------------------- | -------------------- | ------- |
| 1 | Podgorica | 10 september 2008 | WK 2010 kwalificatie | Montenegro – Ierland | 0 – 0   |
| 2 | Dublin    | 14 oktober 2009   | WK 2010 kwalificatie | Ierland – Montenegro | 0 – 0   |

## Samenvatting
| Competitie      | Totaal gespeeld | Winst Ierland | Gelijk | Winst Montenegro | Doelsaldo Ierland – Montenegro |
| --------------- | --------------- | ------------- | ------ | ---------------- | ------------------------------ |
| WK-kwalificatie | 2               | 0             | 2      | 0                | 0 − 0                          |
| Totaal          | 2               | 0             | 2      | 0                | 0 − 0                          |

## Details

### Eerste ontmoeting
| WK 2010 kwalificatie (Podgorica, Montenegro, 10 september 2008): |       |         |
| Montenegro                                                       | 0 – 0 | Ierland |
|                                                                  | goals |         |

### Tweede ontmoeting
| WK 2010 kwalificatie (Dublin, Ierland, 14 oktober 2009): |       |            |
| Ierland                                                  | 0 – 0 | Montenegro |
|                                                          | goals |            |